# 마틴 브라이언트
마틴 존 브라이언트(영어: Martin John Bryant 1967년 5월 7일 ~ )은 35명을 총으로 쏴 죽인 호주의 대량 살인자이다. 1996년 4월 28일에서 29일 사이에 포트아서 학살에 참여해 35명의 사람을 죽였고, 23명을 부상입혔다. 그는 호바트의 리스던 교도소에서 35번의 종신형과 1,652년의 가석방 가능성 없이 복역하고 있다.
그는 1996년 4월 28일 호주 태즈메이니아주의 포트아서(Port Arthur)에서 발생한 대규모 총기 난사 사건의 범인이다. 이 사건은 포트아서 학살(Port Arthur massacre)로 알려져 있으며, 호주 역사상 최악의 대규모 총기 사건으로 기록되었다.

## 유년기
마틴 브라이언트는 태즈메이니아 호바트의 퀸 알렉산드라 병원에서 1967년 5월 7일에 태어났다.그는 모리스와 칼린 브라이언트의 첫 아이였다. 가족의 집은 레나 협곡에 있었지만 브라이언트는 어린 시절의 일부를 카나본 해변의 집에서 보냈다. 2011년 인터뷰에서 브라이언트의 어머니는 브라이언트가 아주 어렸을 때 그의 장난감이 부러진 것을 자주 발견했고 브라이언트가 짜증나고, 다른 아이였다고 회상했다. 한 심리학자의 견해는 브라이언트가 항상 문제에 빠질 정도로 사람들을 악화시키기 때문에 결코 직업을 유지할 수 없다는 것이었다.
1979년, 12세의 브라이언트는 불꽃놀이 사고로 인한 부상으로 태즈매니아 왕립 호바트 병원에 입원했다. 병원에 있는 동안 그는 지역 TV 방송국과 인터뷰를 했다.
지역 주민들은 다이빙 중에 다른 소년의 스노클을 잡아당기고 이웃의 땅에 있는 나무를 자르는 등 브라이언트의 비정상적인 행동을 기억한다. 그는 교사들로부터 현실과 동떨어져 있고 감정이 없는 사람으로 묘사되었다. 학교에서 브라이언트는 다른 아이들에게 심한 괴롭힘을 행사하는 폭력적인 아이였다. 1977년 뉴타운 초등학교에서 정학 처분을 받은 후 심리 평가 결과 그는 동물을 고문한 것으로 나타났다. 브라이언트는 개선된 행동으로 다음 해에 학교로 돌아왔다. 그러나 그는 계속해서 어린 아이들을 괴롭혔다. 그는 1980년에 뉴타운 고등학교의 특수교육 부서로 전학했으며, 그곳에서 남은 학년 동안 학업과 행동 면에서 모두 악화되었다.
어린 시절부터 사회적으로 고립되고 학습장애를 겪었으며, 학교에서 적응에 어려움을 겪었다. 정신과 의사들은 그에게 경미한 정신지체 및 성격장애가 있음을 진단했다.

### 심리 및 정신과 평가
브라이언트의 청소년기 행동에 대한 설명은 그가 계속해서 불안해하고 지적 장애가 있을 가능성이 있음을 보여준다. 1983년 학교를 떠날 때 그는 정신과 의사로부터 장애 연금 평가를 받았다. 1983년에 학교를 그만둔 그는 정신과 의사로부터 장애 연금에 대한 평가를 받았는데, 정신과 의사는 다음과 같이 작성했다. "책을 읽거나 쓸 수 없다. 정원 가꾸기를 조금 하고 TV를 본다 ... 단지 그의 부모님의 노력만이 더 이상의 악화를 막을 수 있다."
재판을 기다리는 동안 브라이언트는 법원이 임명한 정신과 의사인 이안 세일의 검사를 받았는데, 그는 브라이언트가 "행동 장애, 주의력 결핍 과다 활동 및 아스퍼거 증후군으로 알려진 상태가 혼합된 것으로 간주될 수 있다"는 의견을 가지고 있었다. 브라이언트의 법률 고문의 요청으로 고용된 정신과 의사 폴 멀렌(Paul Mullen)은 브라이언트가 사회적, 지적 장애가 있음을 발견했다. 게다가 그가 정신분열증이나 기분 장애의 징후를 보이지 않는다는 사실을 발견한 멀렌은 다음과 같이 결론지었다. 브라이언트는 확실히 괴로워하고 불안한 청년이었으며, 정신적으로 아픈 것은 아니었다."

## 성년기와 의심스러운 죽음
1987년 초, 브라이언트가 19세였을 때, 그는 잔디 깎기 서비스를 위한 새로운 고객을 찾는 동안 태터셀의 복권 지분의 상속녀인 54세의 헬렌 엘리자베스를 만났다. 어머니 힐자와 함께 살았던 헬렌은 브라이언트와 친구가 되었다. Bryant는 뉴 타운에 있는 그녀의 방치된 저택을 정기적으로 방문하여 집 안에 사는 개 14마리와 차고 안에 사는 고양이 40마리에게 먹이를 주는 등의 일을 도왔다.  1990년 6월, 신원을 알 수 없는 사람이 헬렌을 보건 당국에 신고했고 의료진은 헬렌과 그녀의 어머니 모두 긴급 병원 치료가 필요하다는 사실을 발견했다. 헬렌은 감염된 궤양을 앓고 힐자는 고관절 골절을 앓고 있으며 힐자는 요양원으로 옮겨져 몇 주 후 79세의 나이로 사망했다.
낡아가는 저택에 의무적인 청소 명령이 내려졌고, 브라이언트의 아버지는 내부 청소를 돕기 위해 장기 근속 휴가를 냈다. 지역 RSPCA 부서는 집에 사는 많은 동물을 압수해야 했다. 의무적인 청소를 마친 후 헬렌은 이제 브라이언트를 저택에서 함께 살도록 초대했고 그들은 3년이 채 안 되어 30대가 넘는 새 자동차를 구입하는 것을 포함하여 엄청난 돈을 지출하기 시작했다. 평범하지 않은 두 친구는 대개 현지 레스토랑에서 점심을 먹은 후 쇼핑을 하며 하루의 대부분을 함께 보내기 시작했다. 이 무렵 브라이언트는 연금에 대해 재평가를 받았고 서류에 다음과 같은 메모가 첨부되었다. "아버지는 계속해서 폭력을 위협하기 때문에 그를 화나게 할 수 있는 모든 경우로부터 그를 보호했다. 마틴은 돌아다니며 사람들을 쏘고 싶다고 말했다. 마틴을 부모의 통제에서 벗어나게 하는 것은 안전하지 않을 것이다."
1991년에 더 이상 집에 동물을 키울 수 없게 되자 헬렌과 브라이언트는 작은 마을에서 구입한 타우르스빌이라는 29 헥타르 (72 ac) 규모의 농장으로 함께 이사했다. 이웃들은 브라이언트가 고속도로 노점에서 사과를 사러 들를 때 항상 공기총을 들고 다니는 관광객들에게 종종 공기총을 쐈으며 늦은 밤에는 개들이 자신에게 짖을 때 개들에게 총을 쏘며 주변 부동산을 돌아다녔다고 회상했다. 그들은 친구가 되려는 그의 시도에도 불구하고 "어떤 대가를 치르더라도" 그를 피했다.
1992년 10월 20일에 헬렌은 59세의 나이로 그녀의 차가 길의 반대편으로 방향을 틀어 다가오는 차와 정면으로 충돌하면서 두 마리의 개와 함께 사망했다.  브라이언트는 사고 당시 차량 안에 있었고 목과 허리에 심각한 부상을 입어 7개월 동안 병원에 입원해 있었다. 브라이언트는 운전대를 향해 돌진하는 습관이 있었고 그 결과 하비는 이미 세 번의 사고를 당했기 때문에 그는 사고에서 자신이 한 역할에 대해 경찰에 의해 간략한 조사를 받았다. 그녀는 종종 사람들에게 이것이 자신이 60보다 빠른 속도로 운전하지 않는 이유라고 말했다. 헬렌은 심지어 이웃에게 "언젠가는 그 작은 놈(브라이언트)이 나를 죽일 것이다"라고 말했다고 한다. 브라이언트는 헬렌의 유언장의 유일한 수혜자로 지명되었으며 총 AU$550,000 이상의 자산을 소유하게 됐다. 브라이언트는 재정 문제에 대해 "가장 모호한 개념"만을 갖고 있었기 때문에 그의 어머니는 이후 후견 명령을 신청하고 승인을 받아 브라이언트의 자산을 공립 관리인의 관리 하에 두었다. 이 명령은 브라이언트의 지적 능력이 감소했다는 증거에 근거한 것이었다.
헬렌이 사망한 후 브라이언트의 60세 아버지 마우리스 브라이언트가 농장을 돌보았다. 브라이언트는 퇴원 후 요양을 위해 집으로 돌아왔다. 모리스는 항우울제를 처방받았고 공동 은행 계좌와 공과금을 조심스럽게 아내의 이름으로 이체했다. 두 달 뒤인 1993년 8월 14일, 부동산에서 마우리스를 찾는 방문객은 문에 고정된 "경찰에 신고하세요"라는 메모를 발견하고 그의 차에서 수천 달러를 발견했다. 당시 세율 담당관은 범죄 의도를 의심할 만한 근거를 찾지 못했고 시의회 의원과 경찰을 보내 지방 의회에 보낸 편지를 통해 스트레스를 진압했다. 경찰은 모리스의 집을 수색했지만 성공하지 못했다. 다이버들은 해당 부지에 있는 4개의 댐을 수색하기 위해 출동했으며, 16일에는 8월, 목에 잠수용 웨이트 벨트를 감은 채 농가와 가장 가까운 댐에서 시신으로 발견됐다. 경찰은 그의 죽음을 '부자연스러운' 것으로 묘사했으며 자살 로 결론 내렸다. 브라이언트는 AU$250,000 상당의 아버지의 연금 기금 수익금을 상속받았다.

브라이언트의 삶은 가족의 비극과 여러 사회적 문제들로 가득했다. 그의 아버지가 자살한 후 브라이언트는 더욱 고립되었고, 어머니와의 관계도 원만하지 않았다. 이로 인해 그는 점점 더 이상한 행동을 보이기 시작했다.

브라이언트는 나중에 농장을 AU$143,000에 매각하고 뉴 타운 맨션을 유지했다. 거기 사는 동안 그가 습관적으로 입었던 흰색 작업복은 헬렌의 재정 상태에 더 어울리는 옷으로 교체됐다. 이제 혼자가 되자 브라이언트의 패션 감각은 더욱 기이해졌다. 그는 낮에는 서류 가방을 들고 회색 리넨 양복, 넥타이, 도마뱀 가죽 신발, 파나마 모자를 자주 착용하여 듣는 사람에게 사업가로서 높은 보수를받는 직업을 가지고 있다고 말했다. 그는 종종 자신이 자주 방문하는 레스토랑에 나팔 모양의 바지와 러플 셔츠를 입은 일렉트릭 블루 슈트를 입었다. 식당 주인은 "끔찍했다. 모두가 그를 비웃고 심지어 손님도 웃었다. 갑자기 그 사람이 불쌍하다는 생각이 들었다. 이 사람은 정말 친구가 없다는 것을 깨달았다"고 회상했다.
아버지와 헬렌이 모두 죽자 브라이언트는 점점 더 외로워졌다. 그는 1993년부터 1995년 말까지 14차례 해외 여러 나라를 방문했고, 그의 국내 항공 여행을 요약하면 3페이지에 달했다. 브라이언트는 태즈매니아의 집에서와 마찬가지로 여행 중에 외로움을 느꼈다. 그는 예의를 갖추는 것 외에는 선택의 여지가 없는 옆에 앉아 있는 사람들과 이야기를 나눌 수 있었기 때문에 비행을 즐겼다. 그는 나중에 동료 승객들과 나눈 대화 중 일부를 설명하면서 큰 기쁨을 느꼈다.  브라이언트는 "충분히 먹었다"고 결정한 후 결국 자살했다. 그는 "나를 반대하는 사람들이 많아진 것 같다. 내가 그들에게 친절하게 대하려고 하면 그냥 떠나가는 것 같았다"고 말했다. 이전에는 사교적인 음주자에 불과했지만 브라이언트의 알코올 소비는 증가했으며 포트 아서 학살 당일 술을 전혀 마시지 않았음에도 불구하고 그날 이전 6개월 동안 특히 증가했다. 그의 평균 일일 소비량은 삼부카 반 병과 베일리스 아이리시 크림 한 병, 포트 와인 및 기타 달콤한 알코올 음료를 보충한 것으로 추산되었다.

## 포트 아서 학살
브라이언트는 자신이 35명을 죽게 만든 원인에 대해 상충되고 혼란스러운 설명을 제공했다. 1996년 4월 28일 포트 아서 현장에 모인 사람들에게  그는 “모두가 나를 기억할 수 있는 일을 하겠다”고 말한 것처럼 관심을 받고 싶은 욕망 때문이었을 수도 있다. 브라이언트의 변호 정신과 의사이자 전 모나쉬 대학 법의학 정신과 과장인 폴 멀렌은 "그는 던블레인을 따랐다. 그의 계획은 던블레인에서 시작됐다."라고 밝혔다.
브라이언트의 첫 번째 희생자인 데이비드와 노엘렌 마틴은 '씨스케이프'라는 B&B 게스트하우스를 소유했다. 마틴은 브라이언트의 아버지가 사고 싶어했던 민박과 아침 식사를 샀고, 그의 아버지는 그 구입으로 인해 브라이언트의 가족이 입은 피해에 대해 여러 차례 그에게 불평했다.  브라이언트는 마틴 가족이 가족에 대한 악의로 부동산을 구입했다고 믿었으며 아버지의 자살로 이어진 우울증을 마틴 가족이 초래했다고 비난했다. 그는 게스트 하우스에서 마틴을 치명적으로 쏘고 포트아서 현장으로 여행하기 전에 무기와 재산 열쇠를 훔쳤다.
포트 아서에서 브라이언트는 커다란 파란색 더플백을 들고 유적지 부지에 있는 브로드 애로우 카페(Broad Arrow Café)에 들어갔다. 그가 식사를 하는 동안 브라이언트는 그 지역에 말벌이 없고 일반적인 일본인 관광객이 없다는 것에 대해 임의의 사람들과 대화를 시작하려고 했다. 식사를 마친 후 브라이언트는 카페 뒤쪽으로 이동하여 빈 테이블에 비디오 카메라를 설치했다. 그는 콜트 AR-15를 꺼냈다 카빈총( 반자동 소총 )을 사용하고 엉덩이에서 발사하여 고객과 직원을 쏘기 시작했다. 15초도 안 되어 그는 17발의 총탄을 발사하여 12명이 사망하고 10명이 부상을 입었다. 그런 다음 브라이언트는 상점 반대편으로 걸어가 12번 더 총격을 가해 8명이 사망하고 2명이 부상을 입었다. 그런 다음 그는 도망가기 전에 잡지를 바꾸었고, 차를 몰고 가면서 주차장에 있는 사람들과 노란색 볼보 244 차량에서 총격을 가했다. 4명이 사망하고 6명이 부상을 입었다.
브라이언트는 300미터를 운전해서 길을 따라 한 여자와 그녀의 두 아이들이 걷고 있는 곳으로 갔다. 그는 멈춰 서서 두 발의 총을 쏘아 여성과 그녀가 안고 있던 아이를 죽였다. 큰 아이는 도망갔지만 브라이언트는 그녀를 따라가다가 한 발의 총으로 그녀를 죽였다. 그런 다음 그는 탑승자 4명을 모두 살해하여 1980년형 황금색 BMW 7 시리즈를 훔쳤다. 길을 따라 조금 내려가자 그는 흰색 토요타를 탄 한 쌍의 옆에 멈춰 서서 무기를 꺼내 남성 탑승자를 BMW의 트렁크에 태우라고 명령했다. 그는 시동을 끈 후 토요타의 앞유리에 두 발의 총을 쏘아 여성 운전자를 죽였다.
브라이언트는 게스트 하우스로 돌아와 도난당한 차에 불을 붙이고 마틴 가족의 시체를 남겨둔 곳으로 인질을 데려갔다. 경찰은 곧 도착하여 브라이언트가 사용하고 있던 전화기의 배터리가 다 떨어져 통신이 종료되기 몇 시간 동안 브라이언트와 협상을 시도했다. 브라이언트의 유일한 요구는 군용 헬리콥터를 타고 공항으로 이송되는 것이었다. 협상 중에 브라이언트는 인질을 살해했다. 18시간이 지난 다음날 아침, 그는 게스트하우스에 불을 지르고 혼란 속에서 탈출을 시도했다. 등과 엉덩이에 화상을 입은 브라이언트는 체포되어 왕립 호바트 병원으로 이송되어 치료를 받고 삼엄한 경비를 받았다.

### 투옥
브라이언트는 1996년 11월 7일 시작될 예정이었던 재판에 참석하기에 적합하다고 판단됐다. 그는 처음에는 무죄를 주장했지만 법원이 선임한 변호사 존 에이버리(John Avery)의 설득으로 모든 혐의에 대해 유죄를 인정했다.2주 후, 호바트 대법원 판사 윌리엄 콕스는 브라이언트에게 35번의 종신형과 1,652년의 징역형을 선고했는데, 이는 모두 가석방의 가능성 없이 동시에 복역하게 되어 있다.
투옥된 첫 8개월 동안 브라이언트는 거의 완전하게 독방에 감금되어 특수 자살 방지용으로 지어진 감방에 수감되었다. 그는 자신의 안전을 위해 13일까지 보호 구금 상태를 유지했다. 2006년 11월 13일, 그는 태즈매니아 보건복지부 에서 운영하는 안전한 정신 건강 부서인 호바트의 윌프레드 로페스 센터로 옮겨졌다. 심각한 정신 질환이 있는 수감자를 위한 병상에는 의사, 간호사 및 기타 지원 인력이 배치되어 있다. 수감자들은 갇혀 있지 않으며 감방에서 드나들 수 있다. 시설의 외부 보안은 민간 계약 경비원이 순찰하는 3개의 벽 경계로 제공된다. 2003년 7월 5일, 한 수감자가 브라이언트의 눈에 세척액을 뿌리는 사건이 발생했다. 그는 왕립 호바트 병원으로 이송되었다. 2007년 3월 25일, 브라이언트는 면도날로 손목을 그어 목숨을 끊으려고 했다. 3월 27일에는 또 다른 면도날로 목을 베고 잠시 입원했다. 브라이언트는 현재 호바트 근처의 보안이 최고 수준인 리스던 교도소에 수감되어 있다.

브라이언트는 체포 후 자신의 범행을 자백했으며, 법정에서는 무죄를 주장하지 않았다. 그는 35건의 살인죄와 23건의 살인미수죄로 기소되었으며, 종신형을 선고받고 현재까지도 태즈메이니아의 리스던 교도소에 수감 중이다. 브라이언트는 가석방 없이 종신형을 선고받았기 때문에 평생 감옥에서 지내게 된다.

### 언론 보도
포트 아서 학살 직후의 신문 보도는 저널리즘 관행에 대한 심각한 의문을 불러일으켰고 비판은 호주 언론을 향했다. The Australian에 게재된 브라이언트의 사진에는 그의 눈이 디지털 방식으로 조작되어 그를 정신 이상하고 "눈부시게" 보이게 만드는 효과가 있었다. 비판에도 불구하고 조작된 사진은 10년 후에도 계속해서 언론 보도에 사용되었다. 사진을 어떻게 얻었는지에 대한 질문도 있었다.
태즈메이니아 검찰국장은 해당 보도가 브라이언트의 공정한 재판 권리를 침해했다고 언론에 경고했으며 The Australian , "This is the man"이라는 제목 아래 브라이언트의 사진을 사용했다. 디 에이지 및 ABC . 당시 호주언론위원회 의장 데이비드 플린트는 호주 신문들이 법원 모독 조항을 정기적으로 무시했기 때문에 이는 신문이 아니라 법에 변화가 필요하다는 것을 보여준다고 주장했다. 플린트는 그러한 법률 변경이 반드시 언론의 재판 으로 이어지지는 않을 것이라고 제안했다. 호주 신문들은 또한 브라이언트에 대한 기사와 그와 다른 유사한 종류의 살인에 책임이 있는 신원이 어떻게 이해될 수 있는지에 대해 비판적인 조사를 받았다.

### 정치적 여파
이번 연쇄 살인 사건에 대한 대응으로 호주 주 및 테리토리 정부는 반자동 중앙 사격 소총, 연발 산탄총 (5발 이상 장전), 대용량 소총 탄창을 포함한 모든 총기에 대해 광범위한 제한을 두었다. 이 외에도 저용량 연발 산탄총과 림파이어 반자동 소총에도 제한이 적용되었다. 이로 인해 논란이 촉발되었지만, 학살에 대한 언론 보도와 총격 사건 이후 여론이 높아지면서 새로운 법에 대한 반대가 극복되었다.

## 대중문화 파급력
2012년 3월 시드니 예술가 로드니 포플(Rodney Pople)은 총기를 들고 있는 브라이언트와 함께 포트 아서(Port Arthur)를 묘사한 풍경화로 논란의 여지가 있는 AU$35,000 글로버 상을 수상했다. 2019년에는 앨범 Tasmania 에 수록된 폰드의 노래 "The Boys Are Killing Me" 가사에서 브라이언트의 학살이 언급되었다. 저스틴 커젤이 감독한 2021년 영화 니트람은 브라이언트의 삶을 바탕으로 제작되었으며, 브라이언트 역을 맡은 케일럽 랜드리 존스가 출연했다. 케일럽 랜드리 존스는 이 작품으로  칸 영화제 남우주연상을 수상했다.
포트아서 학살 사건은 호주 사회에 큰 충격을 주었으며, 그 결과 호주 정부는 총기법을 대대적으로 개정했다. 존 하워드(John Howard) 총리 정부 하에서 시행된 새로운 총기 규제법은 더 엄격한 총기 소유 규제를 도입했고, 많은 총기가 회수되었다. 이 사건은 호주 내에서 총기 폭력을 줄이는 데 중요한 역할을 했다.
마틴 브라이언트는 그의 잔혹한 범행으로 인해 세계적으로 악명이 높아졌으며, 그의 범행 동기는 여전히 명확히 밝혀지지 않았다. 그러나 그의 사례는 정신 건강 문제와 총기 규제의 중요성을 강조하는 계기가 되었다.

## 참조
1. ↑  “Witnesses recall horror of Martin Bryant's mass shooting in Tasmania”. 《ABC News》. Port Arthur. 2016년 4월 11일. 2020년 2월 16일에 확인함.
2. 1 2  “Bryant's mother defends her son”. 《The Sydney Morning Herald》. 2011년 2월 27일. 2016년 1월 24일에 확인함.
3. ↑   (영어) |제목=이(가) 없거나 비었음 (도움말)
4. ↑  Greenwood, Kerry (2000). 《On murder: True crime writing in Australia》. Black Inc. 12쪽. ISBN 978-1863951388.
5. ↑  “Struggling with its massacre in silence”. 《The Sydney Morning Herald》. 2007년 2월 7일.
6. ↑  “Port Arthur Memorial Garden”. 《Monument Australia》. 2019년 3월 3일에 확인함.
7. ↑  “Background, events, aftermath, & facts”. Port Arthur Massacre. 2023년 4월 21일.
8. ↑  “Managing Martin: The jailing of Martin Bryant”. ABC. 1997년 3월 16일. 2008년 10월 10일에 원본 문서에서 보존된 문서. 2008년 12월 8일에 확인함.
9. ↑  “Snapshot: Australia's longest sentences”. 《SBS News》 (영어). 2020년 1월 17일에 확인함.
10. ↑  Wainwright, Robert; Totaro, Paola. 〈Chapter 33 – Behind Bars〉. 《Born or Bred?》. 267쪽.
11. ↑  “Convicted murderer attacked in jail with cleaning fluid”. 《ABC News》 (오스트레일리아 영어). 2003년 7월 5일. 2023년 11월 10일에 확인함.
12. ↑  “Razor blade used in second Bryant suicide attempt”. 《ABC News》. 2007년 3월 27일.
13. ↑  Sutton, Candace (2021년 3월 15일). “Rare prison photograph of a 'dim, fat, angry' Martin Bryant”. 《News.com.au》 (영어). 2021년 4월 6일에 확인함.
14. ↑  Smith, Anna; Wevers, Lydia, 편집. (2004). 《On Display: New essays in cultural studies》. Victoria University Press. 139쪽. ISBN 0-864-73454-9.
15. ↑  Turner, Geoff (1996). “News media chronicle, July 1995 to June 1996” (PDF). 《Australian Studies in Journalism》 (Australia: The University of Queensland) 5: 265–311. 2008년 4월 14일에 원본 문서 (PDF)에서 보존된 문서. 2013년 1월 16일에 확인함.
16. ↑  Rapley, M.; McCarthy, D.; McHoul, A. (September 2003). “Mentality or morality? Membership categorization, multiple meanings and mass murder”. 《British Journal of Social Psychology》 42 (3): 427–444. doi:10.1348/014466603322438242. PMID 14567846. 2022년 2월 23일에 확인함.
17. ↑  Alpers, Philip (2014년 6월 11일). “Gun control: Change is possible – and fast”. 《In two nationwide, federally funded gun buybacks, plus large-scale voluntary surrenders and state gun amnesties both before and after Port Arthur, Australia collected and destroyed more than a million firearms, perhaps one-third of the national stock.》. CNN. 2019년 5월 6일에 확인함.
18. ↑  “Mass murderer Martin Bryant features in Tasmanian Glover Prize-winning portrait”. 《The Courier-Mail》. 2012년 3월 10일. 2013년 1월 15일에 원본 문서에서 보존된 문서. 2021년 8월 25일에 확인함.
19. ↑  “Tellin' myself real people couldn't be so cruel”.
20. ↑  “Nitram: Justin Kurzel & Shaun Grant on retelling a painful event in Australian history and opening up conversation on gun reform”. 《Deadline Hollywood》. Cannes. 2021년 7월 7일.